# Кучеров Валерій Володимирович
Вале́рій Володи́мирович Кучеров (нар. 11 серпня 1993, Стаханов, Луганська область, Україна) — український футболіст, опорний півзахисник рівненського «Вереса».

## Клубна кар'єра
Валерій Кучеров народився у Стаханові. Свою футбольну кар'єру починав у складі алчевської «Сталі», звідки у вересні 2013 року перейшов у «Сталь» дніпродзержинську. У сезоні 2013/14 Валерієві разом із цією командою вдалося здобути «срібло» Другої ліги й підвищитися у класі, а вже за рік «Сталь» повторила своє досягнення в Першій лізі. 19 липня 2015 року в першому турі чемпіонату України сезону 2015/16 Кучеров дебютував у Прем'єр-лізі. «Сталь» відкривала чемпіонат матчем проти чинного чемпіона — «Динамо» (Київ). У цій грі Кучеров відіграв усі 90 хвилин. Загалом у чемпіонаті провів 12 матчів і відзначився єдиним голом, який забив 6 грудня 2015 року у ворота донецького «Олімпіка». Цей м'яч приніс мінімальну перемогу команді Володимира Мазяра. 
Після закінчення сезону підписав контракт із рівненським «Вересом» із яким у 2017 році вийшов до УПЛ. Утім по завершенню першого кола залишив стан рівненського клубу. 
Новим викликом у кар'єрі Валерія Кучерова став зимовий перехід до першолігового київського «Арсенала», де разом із столичною командою здобув золоті нагороди Першої ліги і втретє в кар'єрі пробився до УПЛ, але перед початком сезону залишив клуб.
У липні 2018 року приєднався до друголігового  ФК «Калуш», за який в подальшому провів 17 матчів.
У 2019 році на правах вільного агента підписав півторарічний контракт із рівненським «Вересом», з яким у перший же сезон після повернення зумів стати чемпіоном Першої ліги та здобув право грати в УПЛ. 31 березня 2021 року зіграв 100-й матч у всіх турнірах за «Верес» і став першим футболістом в новітній історії клубу з таким показником. 10 листопада 2024 року у домашньому матчі проти «Руху» (2:0) провів 200-й матч за рівнян, хоча окремі статисти помилково вказують, що саме наступна гра з Олександрією (1:1) стала для гравця ювілейною.  
Статистика виступів у чемпіонатах України
| Сезон                      | Команда                    | Турнір                     | І   | Г |
| -------------------------- | -------------------------- | -------------------------- | --- | - |
| 2012-13                    | «Сталь» (Алчевськ)         | Перша ліга                 | 1   | 0 |
| 2013-14                    | «Сталь» (Дніпродзержинськ) | Друга ліга                 | 13  | 1 |
| 2014-15                    | «Сталь» (Дніпродзержинськ) | Перша ліга                 | 28  | 1 |
| 2015-16                    | «Сталь» (Дніпродзержинськ) | УПЛ                        | 12  | 1 |
| Загалом за Сталь Д         | Загалом за Сталь Д         | Загалом за Сталь Д         | 53  | 3 |
| 2016-17                    | «Верес» (Рівне)            | Перша ліга                 | 32  | 0 |
| 2017-18                    | «Верес» (Рівне)            | УПЛ                        | 8   | 1 |
| Загалом за «Верес» (Рівне) | Загалом за «Верес» (Рівне) | Загалом за «Верес» (Рівне) | 40  | 1 |
| 2017-18                    | «Арсенал» (Київ)           | Перша ліга                 | 11  | 0 |
| 2018-19                    | ФК «Калуш»                 | Друга ліга                 | 17  | 0 |
| 2018-19                    | «Верес» (Рівне)            | Друга ліга                 | 9   | 0 |
| 2019-20                    | «Верес» (Рівне)            | Друга ліга                 | 19  | 1 |
| 2020-21                    | «Верес» (Рівне)            | Перша ліга                 | 27  | 1 |
| 2021-22                    | «Верес» (Рівне)            | Прем'єр-ліга               | 16  | 1 |
| 2022-23                    | «Верес» (Рівне)            | Прем'єр-ліга               | 27  | 3 |
| 2023-24                    | «Верес» (Рівне)            | Прем'єр-ліга               | 27  | 1 |
| Загалом за «Верес» (Рівне) | Загалом за «Верес» (Рівне) | Загалом за «Верес» (Рівне) | 165 | 8 |

УПЛ: 90 матчів - 7 голів;
1 Ліга: 99 матчів - 2 гола;
2 Ліга: 58 матчів - 2 гола

## Досягнення
- Перша ліга чемпіонату України
  -  Переможець (2): 2017/18, 2020/21
  -  Срібний призер: 2014/15
  -  Бронзовий призер: 2016/17

- Друга ліга чемпіонату України
  -  Срібний призер: 2013/14